# Логор Дахау
Дахау је био нацистички концентрациони логор, и први логор отворен у Немачкој, на месту напуштене фабрике муниције код средњовековног града Дахауа, око 16 km североисточно од Минхена у Баварској на југу Немачке.
Логор је отворен у марту 1933. и био је први редовни концентрациони логор коју је основала коалициона влада национал-социјалиста и Немачке националне народне странке (распуштена 6. јула 1933). Хајнрих Химлер, шеф полиције у Минхену, је званично описао логор као „први концентрациони логор за политичке затворенике“.
Дахау је служио као прототип и модел за остале нацистичке концентрационе логоре. Његову основну организацију, распоред и планове зграда је пројектовао командант Теодор Ајке и примењен је на остале касније кампове. Ајке је сам постао главни инспектор за све концентрационе логоре, одговоран за моделирање осталих према овом примеру.
Укупно је преко 200.000 затвореника било смештено у Дахау. Верује се да је 25.613 затвореника умрло у главном логору и још око 10.000 у околним логорима. углавном од болести, неухрањености и самоубистава. Почетком 1945. појавила се епидемија тифуса пре његове евакуације, од којег је умрло велики број слабијих затвореника.
Уз много већи логор Аушвиц, Дахау је постао симбол нацистичких концентрационих логора. Дахау је други логор који су ослободиле британске и америчке снаге. Тако је постао једно од првих места где је запад био сведок бруталности нациста.

## Настанак
Нацисти су оптужили комунисте да желе да изазову грађански рат након пожара који је 27. фебруара 1933. уништио зграду Рајхстага.
Након преузимања власти у Баварској, Хајнрих Химлер, тадашњи шеф полиције у Минхену, је почео разговоре са управом некоришћене фабрике барута и муниције. Химлер је обишао локацију да би се уверио да ли би се она могла искористити за изоловање затвореника. Логор Дахау је почео са радом 22. марта 1933. доласком око 200 затвореника из затвора Штаделхајм и тврђаве Ландсберг (где је Хитлер написао своју књигу Мајн кампф током свог заточеништва).  Химлер је новинарима изјавио да нови логор може да држи до 5.000 особа и описао га је као „први логор за политичке затворенике“ који ће се користити да се врати мир у Немачкој. Дахау је постао први редован концентрациони логор који је основала влада Националсоцијалистичке немачке радничке партије и Немачке националне народне партије (распуштена 6. јула 1933).

## Логораши
Уз хиљаде других југословенских логораша, у Дахау су биле заточене многе угледне личности српске националности. Међу њима су били најпознатији великодостојници Српске православне цркве Патријарх српски Гаврило и епископ (однедавно и светитељ те цркве) Николај Велимировић. Уз њих и познати генерал Михајло Недељковић (који није преживео Дахау), професор Београдског Универзитета др Владета Поповић, помоћник министра унутрашњих послова у влади генерала Симовића, адвокат Трипко Жугић, дипломата и генерални конзул Радован Шуменковић, виолиниста Властимир Павловић Царевац, новинар и преводилац Ненад Јовановић, шпански борац Симо Чучковић и многи предратни и ратни чланови Комунистичке партије Југославије. Глумац, редитељ и књижевник Стево Жигон је две године провео у овом логору где је и научио немачки језик. Због знања језика и познавања менталитета, врло често је касније играо улоге циничних и хладних немачких официра.

## Присилни рад
Затвореници су присилно радили у фабрици BMW-а у Минхену.